# Grand Slam (golf)
Den här artikeln handlar Grand Slam som företeelse inom golf. En annan innebörd är tävlingen PGA Grand Slam of Golf.
Grand Slam innebär i golf att en enskild spelare vinner de fyra största turneringarna under ett och samma år, de så kallade majortävlingarna. På herrsidan har detta bara inträffat en gång, 1930, när Bobby Jones vann British Amateur, British Open, US Open och US Amateur (numera ingår US Masters och amerikanska PGA Championships i Golfens Grand Slam i stället för de båda amatörmästerskapen).
På damsidan har det hänt två gånger, dock inte på ett sätt som motsvarar dagens förutsättningar. 1950 vann Babe Zaharias Grand Slam då det bara fanns tre majortävlingar och 1974 vann Sandra Haynie då det bara fanns två majortävlingar.
Grand Slam som företeelse ger, förutom ära och berömmelse, inga övriga priser. De fyra största golftävlingarna på såväl herr- som damsida brukar betecknas som majors eller mer sällan Grand Slam-turneringar. 
Majors på herrsidan:
- The Masters Tournament
- US Open
- The Open Championship (= British Open)
- PGA Championship

Majors på damsidan;
- Kraft Nabisco Championship (tidigare Nabisco Dinah Shore)
- U.S. Women's Open
- LPGA Championship
- Weetabix Women's British Open
- Evian Championship

Career Grand Slam innebär att en spelare vinner fyra olika majors under sin karriär, dock inte nödvändigtvis under ett och samma år och inte i en följd.
Tiger Slam innebär att en spelare vinner fyra majors i rad men inte under samma år. Uttrycket skapades när Tiger Woods vann US Open, The Open och PGA Championship år 2000 och The Masters 2001. Han blev därmed den förste spelare som vunnit alla nuvarande majors i följd.
Little Slam innebär att en spelare vinner amatörtävlingarna US Amateur och British Amateur under ett och samma år. Namnet skapades då Lawson Little vann de båda tävlingarna 1934, trots att Harold Hilton och Bobby Jones hade gjort det tidigare.